# ロレンソ・フェルナンデス
ロレンソ・フェルナンデス（Lorenzo Fernández, 1900年5月20日 - 1978年11月16日）は、スペイン出身の元ウルグアイ代表サッカー選手。ポジションはMF。

## 経歴
フェルナンデスはCAカップロやリーベル・プレートFC、モンテビデオ・ワンダラーズFC、CAペニャロールでプレイした。
またウルグアイ代表としても31試合に出場し、4ゴールをマークし、1930 FIFAワールドカップ、1928年アムステルダムオリンピックのサッカー競技で優勝を果たした。
また1928年のペルー戦ではハットトリックを達成した。